# Équipe d'Espagne de football à 5
Maillots
Actualités
L'équipe d'Espagne de football est constituée par une sélection des meilleurs joueurs espagnols handisport, sous l'égide de la Fédération royale espagnole de football.

## Effectif actuel
Pour les Jeux paralympiques 2012 stats 